# Creu de Can Sogues
La Creu de Can Sogues és una creu de terme del municipi de Sant Martí Sarroca (Alt Penedès) inclosa en l'Inventari del Patrimoni Arquitectònic de Catalunya.

## Descripció
De la primitiva creu de terme que actualment està ubicada davant la masia de Can Sogues, només es conserva la columna que l'enlairava i la socalada de suport. La creu original, de pedra sorrenca, consta que per les característiques del seu material, s'ha desfet i s'acabat perdent. Per fotografies antigues sembla un exemplar de cap al 1600, amb els braços rematats per florons estrellats i magolla amb elements decoratius de traceria gòtica amb figureti descansa sobre una base esglaonada.
Antigament estava situada tocant la carretera. Sense cap més aclariment, consta que fou restaurada al segle xix.